# Epitaphios (Antike)
Epitaphios (altgriechisch Ἐπιτάφιος) bezeichnet in der griechischen Antike einerseits das Grabepigramm, andererseits das bis in die archaische Zeit zurückreichende feierliche Begräbisritual, dessen wesentliche Bestandteile epitaphios agon (Ἐπιτάφιος ἀγών „Leichenspiele“) und epitaphios logos (Ἐπιτάφιος λόγος „Leichenrede“) waren.
Erwähnungen von Leichenspielen finden sich bereits bei Homer. Öffentliche Leichenfeiern mit Wettkämpfen sind für Athen und Sparta belegt.